# Conradin
Pour les articles homonymes, voir Conrad III, Conrad et Conradin (homonymie).
Conrad de Hohenstaufen, dit Conradin (en italien : Corradino), né le 25 mars 1252 au château de Wolfstein près de Landshut en Bavière et mort décapité le 29 octobre 1268 à Naples, est le dernier représentant légitime de la maison de Hohenstaufen. Fils du roi Conrad IV et d'Élisabeth de Bavière, il hérite du royaume de Sicile (sous le nom de Conrad II), du royaume de Jérusalem (sous le nom de Conrad III) et du duché de Souabe (sous le nom de Conrad IV) en 1254. Dernier descendant masculin des Hohenstaufen en ligne directe, il est exécuté sur l'ordre de Charles d'Anjou alors qu'il a à peine 16 ans.

## Biographie

L'Europe centrale à l'époque des Hohenstaufen.

### Situation générale
Lorsqu'en 1250 meurt Frédéric II de Hohenstaufen, empereur romain germanique et roi de Sicile, son seul fils, Conrad IV, père de Conradin, hérite du royaume normand de Sicile, sans toutefois parvenir à ceindre la couronne impériale. Reconnu roi des Romains en février 1237 du vivant de son père, Conrad IV va donc orienter sa politique vers la Germanie où, après l'excommunication de son père, la situation est devenue de plus en plus difficile. Le landgrave Henri le Raspon et le comte Guillaume de Hollande sont élus antirois l'un après l'autre en 1246 et 1247, ce qui l'amène à demander le soutien des princes.
L'absence de Conrad IV de la Sicile, ainsi que le Grand Interrègne à la suite de la mort de l'empereur en 1250, profitent momentanément à l'un des fils bâtards de Frédéric II, Manfred, qui tente alors de rallier les barons régnicoles à sa cause afin d'usurper le titre de roi. Conrad est cependant de retour en 1252, et préfère écarter son ambitieux demi-frère. Mais il meurt le 21 mai 1254, laissant derrière lui un très jeune héritier, Conradin, alors tout juste âgé de deux ans. 

### L'héritier caché
Conradin, né le 25 mars 1252 au château de Wolfstein, est placé sous tutelle des deux frères de sa mère, les ducs Louis II et Henri XIII de Bavière, et grandit à la cour de Bavière conjointement avec Frédéric de Bade. Dans son testament, Conrad IV confie son fils à la protection du pape Innocent IV, qui l'accepte.
Après avoir été nommé vicaire de Conradin, son oncle Manfred décide de faire passer le jeune garçon pour mort auprès des barons et se fait couronner roi de Sicile en août 1258. Après avoir vainement tenté de se réconcilier avec le pape, il mène une politique similaire à celle de son père, d'opposition totale à l'Église et d'appui aux forces gibelines du royaume d'Italie. Après avoir refusé de reconnaître la suprématie du pape, il est excommunié et les violences éclatent. En 1266, le pape Clément IV lance contre lui Charles d'Anjou, frère cadet du roi Louis IX, qu'il vient de couronner roi de Sicile. Finalement, Manfred est battu et tué lors de la bataille de Bénévent, le 26 février 1266. Le royaume normand passe sous la domination de Charles d'Anjou.
Entre-temps en Germanie, l'anti-roi Guillaume de Hollande meurt en 1256 ; néanmoins, Manfred avait renoncé au titre de roi des Romains. L'année suivante, Richard de Cornouailles et Alphonse de Castille sont tous les deux élus rois des Romains. Le pape Alexandre IV, en coopération avec le roi Ottokar II de Bohême, fait tout pour empêcher Conradin d'accéder à la couronne impériale ; son tuteur Louis II de Bavière, corrompu par l'argent anglais, vote en faveur de Richard, à condition que son neveu puisse au moins garder le duché de Souabe. Conradin trouve un soutien auprès de l'évêque de Constance et séjourne au château de Meersburg à partir de 1262. En octobre 1266, il se marie par procuration avec Sophie de Landsberg, la fille de huit ans du margrave Thierry de la maison de Wettin.

### Prétendant au trône de Sicile
En sachant qu'ils n'ont rien à gagner au Saint-Empire, les partisans de Conradin s'évertuent à récupérer le patrimoine des Hohenstaufen dans le sud de l'Italie. Les barons napolitains et siciliens, ainsi que les gibelins conduits par Galvano Lancia, oncle de Manfred, font alors appel au jeune héritier, âgé de 15 ans. À la fin de l'été 1267, Conradin s'associe aux forces de Louis II de Bavière et de son beau-père Meinhard de Goritz afin de mener une campagne contre Charles d'Anjou. Après avoir rejoint Vérone à la tête d'une armée composée de soldats germaniques, espagnols et italiens, il reçoit le soutien du seigneur Mastino della Scala ; toutefois, au même moment, Louis II et Meinhard se retirent, faute de moyens financiers suffisants. Le 18 novembre 1267, Conradin est excommunié. Le pape Clément IV le soumet à un ultimatum l'intimant de quitter Vérone et l'Italie dans un délai d'un mois et de renoncer à toutes ses prétentions sur le Saint-Empire, l'Italie et le royaume de Sicile.
Après l'hiver, Conradin, son ami Frédéric de Bade et Mastino della Scala continuent leur route à travers la Lombardie en direction de Pavie, Pise et Sienne. Le 24 juillet 1268, ils gagnent Rome où Conradin reçoit l'appui du sénateur Henri de Castille. Faisant fi des menaces du pape Clément IV, il se dirige ensuite vers le sud et c'est avec une armée de 4 800 hommes qu'il passe par les Abruzzes où les forces de Charles le rejoignent. Les deux armées se font face le 23 août 1268 dans la plaine de Tagliacozzo, près de L'Aquila.

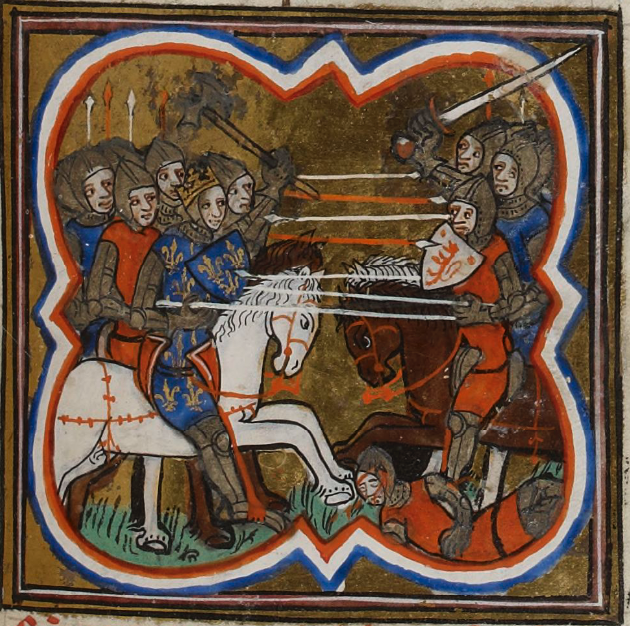
La bataille de Tagliacozzo.
Miniature tirée des Grandes Chroniques de France, XIVe siècle.

À l'issue d'une bataille disputée, où s'illustrent les chevaliers français Allard de Valéry et Guillaume de Villehardouin, les armées gibelines sont défaites et Conradin est contraint de prendre la fuite. Selon la Chronique de Morée, il se rend à Torre Astura sur le littoral romain, pensant pouvoir embarquer pour la Sicile. Il est poursuivi par un seigneur local de la famille des Frangipani qui, dans l'espoir d'une récompense, le livre aux hommes de Charles d'Anjou. Celui-ci, afin de se débarrasser d'un concurrent dangereux et de renforcer sa position, ordonne son enfermement au Castel dell'Ovo de Naples, puis le fait condamner à mort. Conradin est décapité sur la place du marché de Naples le 29 octobre 1268,, en compagnie de Frédéric de Bade et de quatre chevaliers.

### La chute des Hohenstaufen

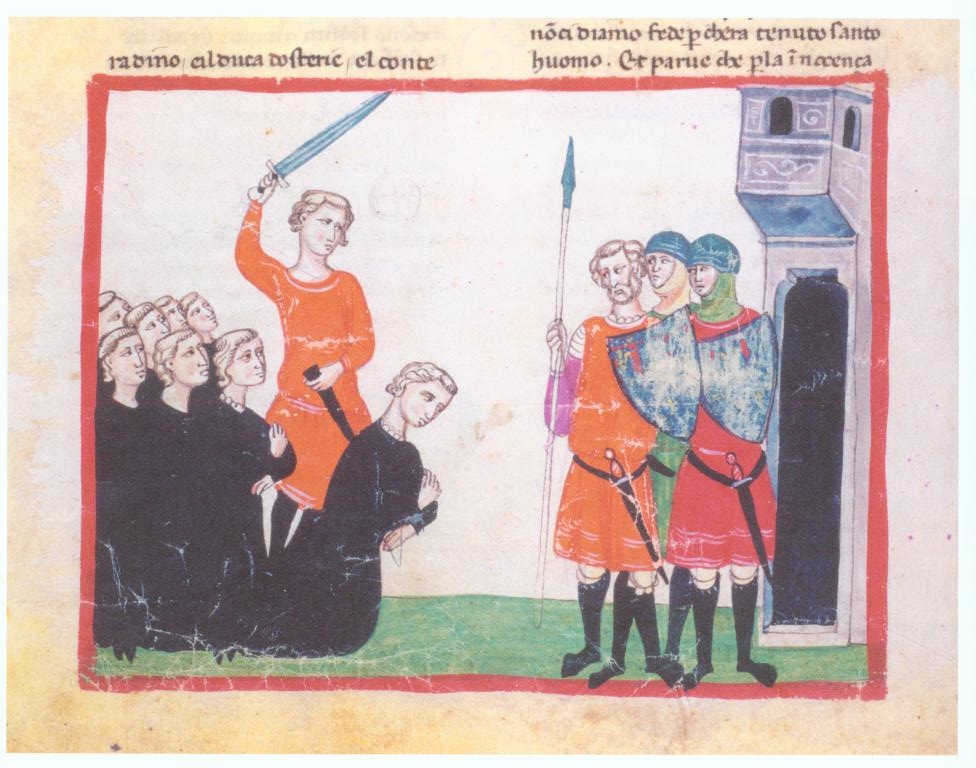
Exécution de Conradin et de ses capitaines, miniature tirée de la Nuova Cronica de Giovanni Villani (Vaticane).

Conradin fut le dernier héritier agnatique de la dynastie des Hohenstaufen, bien qu'il y ait eu plusieurs enfants illégitimes de la famille, dont Enzio de Sardaigne (1224–1272), fils naturel de l'empereur Frédéric II. Tous les descendants de Manfred (autre fils naturel de Frédéric II) sont morts en captivité ou sont en fuite.
En lignée cognatique, de nombreuses dynasties se réclament de la descendance des Hohenstaufen. L'une des filles de Manfred, Constance, devient l'épouse de Pierre III d'Aragon ; ses petits-enfants aragonais règnent à nouveau sur la Sicile après les Vêpres siciliennes en 1282. En outre, Marguerite de Sicile, fille de Frédéric II, s'était mariée au futur margrave Albert II le Dégénéré. Son fils Frédéric Ier le Mordu est considéré comme l'un des ancêtres de la dynastie des Wettin, électeurs et rois de Saxe, et de la maison de Windsor.
À la mort de Conradin, l'union personnelle entre le Saint-Empire et le royaume de Sicile est définitivement terminée. La grave menace pour la papauté de se trouver sous pression de deux côtés est ainsi éliminée. Dans le Saint-Empire, le Grand Interrègne prend fin avec l'élection de Rodolphe de Habsbourg comme roi des Romains le 1er octobre 1273.

## Renommée posthume

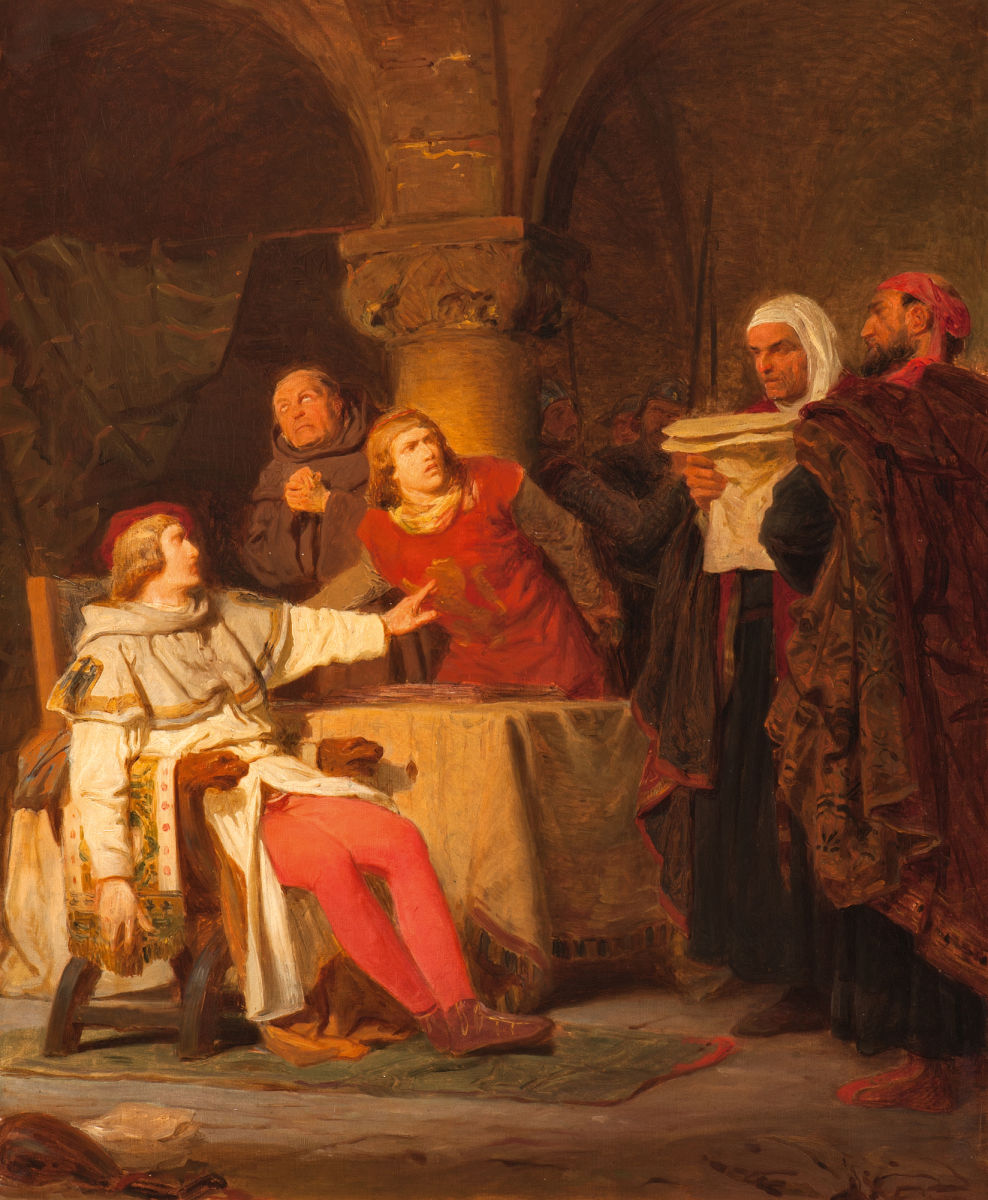
Anton von Werner (1843–1915), Conradin et Frédéric apprenant leur condamnation à mort.

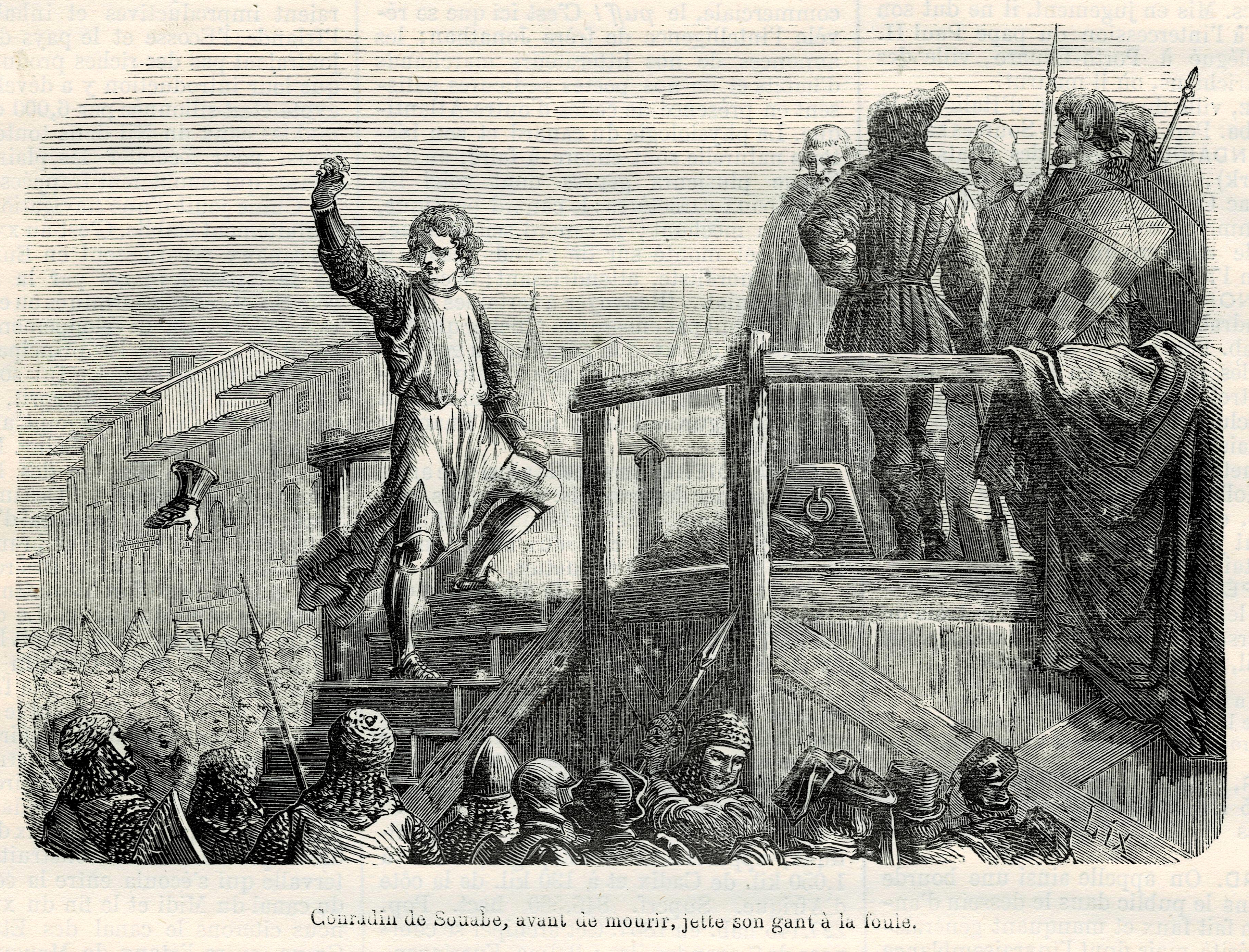
Conradin jette son gant à la foule. Illustration du XIXe siècle.
« Conradin vit que parmi ce peuple il lui restait encore des amis, et peut-être des vengeurs. Alors il tira son gant de sa main, et le jetant au milieu de la place : - Au plus brave, cria-t-il. »
Alexandre Dumas, Le Speronare.

Le supplice d'un prince de 16 ans provoque l'indignation générale, aussi bien en Allemagne qu'en Italie. L'écrivain Giovanni Villani (v. 1276–1348) considère le règne désastreux de Charles d'Anjou comme une juste punition pour cet acte ignoble. Une chronique de 1313 affirme que le désir de venger Conradin était un des motifs de l'expédition de Henri VII, roi des Romains, en Italie en 1310, et que son armée a saccagé l'église où Conradin avait été livré à Charles. Plus tard, un nouveau sentiment national se trouve personnifié en Conradin. Selon le poète Heinrich Heine, au début du XIXe siècle, les Allemands gardaient encore rancune aux Français de son exécution.
Les chroniqueurs italiens, contemporains ou plus tardifs, témoignent eux aussi de cette indignation qui finit par gagner également le parti pro-angevin. Dante l'évoque dans la Divine Comédie au chant XX (vers 68) du Purgatoire.
«  Charles vint en Italie, et pour amende, fit de Conradin une victime »
— Dante, Divine Comédie

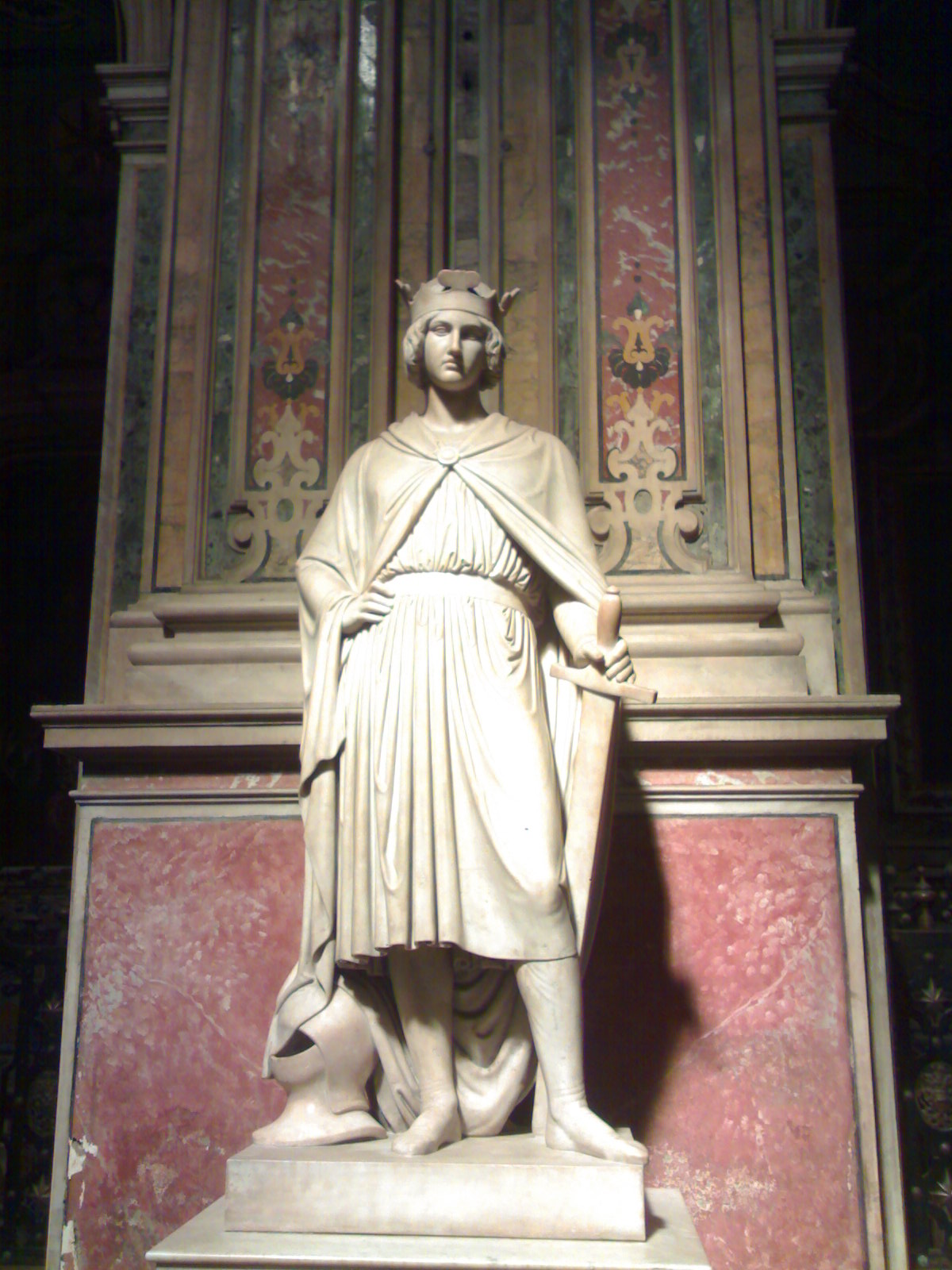
Statue de Conradin dans l'église Santa Maria del Carmine à Naples, œuvre de Pietro Schoepf sur un modèle de Bertel Thorvaldsen, 1847.

Le thème fut repris au XIXe siècle par le courant romantique, comme en témoigne la statue de Conradin dans l'église Santa Maria del Carmine (au lieu du supplice), imaginée par Bertel Thorvaldsen à la demande du roi Maximilien II de Bavière.
«  Réunis les primats de la ville et des terres, le jeune homme est porté sur les lieux du supplice […]. Sur une pierre de marbre, le fer est apprêté et le bourreau, déjà présent, est horrible à voir, les pieds et les bras nus […]. Et ainsi [Conradin] s'étendit à terre, posa le cou sur la pierre, et le bourreau, brandissant la lame, lui trancha la tête. […] Ô misérable condition de la fortune humaine ! Ô fragile mystère de la condition humaine ! Le remarquable jeune homme, jadis admiré de tous, n'est plus qu'un tronc informe et gît vilement dans l'arène. […] Oh ! si la cruauté de la mort était fatale, mieux eut-il valu que l'homme ne naisse des viscères humains. Que lui profita-t-il de naître de César si, en raison d’une faute commise, la gloire royale, qui d'une certaine manière égale celle des cieux, devait par un sévère jugement se soumettre à la mort, comme il advient aux voleurs ? Ou peut-être est-il écrit que les innocents doivent être punis du même châtiment qui vient frapper les plus viles personnes ? Et si le pardon n'a pas sa place, le péché dominera-t-il seul sur terre ? Et si l'autorité refusait de le libérer, devait-on au moins infliger au Roi une peine plus salutaire »
— Bartolommeo di Neocastro, Historia Sicula (IX-X)
« Conradin, avant qu'il n'ait bu le calice d'une telle mort, arrivant à proximité du lieu du supplice et des cruelles mains du bourreau, sans même se lamenter d'une voix plaintive, joignait les mains au ciel et, attendant patiemment l'inévitable mort, recommandait son âme au Seigneur […].Voici donc le jeune sang absorbé par la coupe de la cruauté, voilà le jeune garçon tombé à terre, les espoirs de sa jeunesse détruits. Le noble tronc gît sans vie, et sans voix la tête séparé du cou. La terre rougit, baignée du sang vermeil et ce magnifique corps demeure tel une fleur couleur pourpre, décapité par la faux imprévue »
— Saba Malaspina, Rerum Sicularum Historia (IV 16)
« …Et ce jour furent décapités Conradin, le duc d'Autriche, le comte Calvagno, le comte Gualferano, le comte Bartolommeo et deux de ses fils, et le comte Gherardo des comtes de Doneratico de Pise, sur la place du marché à Naples, à côté du ruisseau qui coule le long de l'église des frères Carmélites ; et le roi ne permit pas qu'ils soient enterrés dans un lieu sacré, mais sous le sable de la place du marché, puisqu'ils étaient excommuniés. Et c'est ainsi qu'avec Conradin se termina la lignée de la maison de Souabe, qui était si puissante à la fois en empereurs et en rois, comme nous l'avons déjà mentionné. Mais certainement nous pouvons voir, à la fois par la raison et par l'expérience, que quiconque s'élève contre la sainte Église et est excommunié, sa fin doit nécessairement être un mal pour l'âme et pour le corps ; et par conséquent la sentence d'excommunication de la Sainte Église, juste ou injuste, est toujours à craindre, car des miracles se sont produits confirmant cela, comme quiconque le voudra peut le lire dans les anciennes chroniques ; comme aussi par cette chronique actuelle on peut le voir à l'égard des empereurs et des seigneurs des temps passés, qui étaient des rebelles et des persécuteurs de la Sainte Église. Pourtant, à cause dudit jugement, le roi Charles a été beaucoup blâmé par le pape et par ses cardinaux, et par tous les sages, car puisqu'il avait capturé Conradin et ses partisans au cours d'une bataille, et non par trahison, il aurait mieux valu de le garder prisonnier que de le mettre à mort. Et les uns disaient que le pape y consentait ; mais nous ne donnons pas foi à cela, car il était considéré comme un saint homme. Et il semble qu'en raison de l'innocence de Conradin, qui était d'un âge si tendre quand il fut condamné à mort, Dieu a manifesté un miracle contre le roi Charles : peu d'années après Dieu lui a envoyé de grandes adversités alors qu'il se croyait dans une condition élevée, comme nous le mentionnerons ci-après. »
— Giovanni Villani, Nuova Cronica (VII, 29)

## Dans la fiction
Le film muet italien Corradino di Svevia, sorti en 1909, décrit la fin tragique du jeune roi.
Le roman L'Étendard en flammes (1961) de Karl Ristikivi décrit la vie et la mort de Conradin.